# Samtgemeinde Bad Grund (Harz)
La comunità amministrativa di Bad Grund (Harz) (Samtgemeinde Bad Grund (Harz)) si trovava nel circondario di Osterode am Harz nella Bassa Sassonia, in Germania.

## Storia
La comunità venne soppressa il 1º marzo 2013, con l'aggregazione di tutti i comuni nella città di Bad Grund (Harz).

## Suddivisione
Comprendeva 5 comuni:
1. Bad Grund (Harz) (città)
2. Badenhausen
3. Eisdorf
4. Gittelde (comune mercato)
5. Windhausen

Il capoluogo era Windhausen.